# José Vargas Díaz
José Gregorio Vargas Díaz (Ocumare del Tuy, 23 gennaio 1982) è un cestista venezuelano.
È il fratello di Gregory Vargas.

## Carriera
Con il Venezuela ha disputato i Giochi olimpici di Rio de Janeiro 2016, i Campionati mondiali del 2019 e sei edizioni dei Campionati americani (2007, 2009, 2011, 2013, 2015, 2017).